# Цикнихор
Цикнихор (на турски: Karacadağ, Караджадаа) е село в околия Малък Самоков, вилает Лозенград (Къркларели), Турция. Според оценки на Статистическия институт на Турция през 2018 г. населението на селото е 55 души.

## География
Селото се намира в северните склонове на Странджа, в непосредствена близост до българо-турската граница, на десния бряг на Резовската река (Мутлудере). Към него се открива много добра панорама от село Сливарово.

## История
През 19 век Цикнихор е българско село във Визенска кааза на Османската империя. Според „Етнография на вилаетите Адрианопол, Монастир и Салоника“, издадена в Константинопол в 1878 година и отразяваща статистиката на населението от 1873 година Цикнохор (Tziknohor) е село с 90 домакинства и 420 жители българи.
При потушаването на Илинденско-Преображенското въстание през 1903 година Цикнухор силно пострадва. Всичките 100 къщи са ограбени, а населението е избягало.
Според статистиката на професор Любомир Милетич в 1912 година в Цикнихор живеят 100 екзархийски български семейства.
По време на Балканската война 4 души от Цикнихор се включват като доброволци в Македоно-одринското опълчение.
Българското население на Цикнихор се изселва след Междусъюзническата война в 1913 година.

## Личности
Родени в Цикнихор
- Димитър Стоянов (1875 – ?), македоно-одрински опълченец, 2 рота на Лозенградската партизанска дружина, носител на орден „За храброст“ IV степен[6]
- Димитър Христов Тодоров (1897 – 1941), български комунист и съветски военен деец[7]
- Иван Ат. Кацаров, македоно-одрински опълченец, 1 рота на 14 воденска дружина[8]
- Илия Петков, български свещеник и революционер, служил в родното си село в цьрквата „Света Троица”[9]
- Иларион Нишавски (1872 – 1950), български църковен деятел
- Михал Митрев (1884 – ?), македоно-одрински опълченец, 2 рота на Лозенградската партизанска дружина, носител на бронзов медал[10]
- Михаил Дамгаджиев (1855 – ?), български революционер, деец на ВМОРО
- Петко Зидаров (1874 – ?), български революционер, деец на ВМОРО
- Стойчо Иванов Бъчваров (1871 – след 1943), български революционер, деец на ВМОРО
- Янко Николов Скопчанов (Яни Скопчянов, Сколчанов, 1876 – 1913), македоно-одрински опълченец, 1 рота на Лозенградската партизанска дружина,[11] загинал през Балканската война[12]

Починали в Цикнихор
- Илия Янчев (? – 5.VIII.1903), български революционер от ВМОРО, войвода на смъртната дружина от Мегалево, загинал при атаката срещу турския гарнизон в Цикнихор през Илинденско-Преображенското въстание[13]
- Стоян Желязков, деец на ВМОРО от 1902 година, подвойвода, а по-късно войвода на кладарската смъртна дружина, загинал при нещастен случай в местността Киряков чукар край Цикнихор през юни 1903 година.[14]